# میگل توخو
میگل توخو (اسپانیایی: Miguel Tojo‎؛ زادهٔ ۹ ژوئیهٔ ۱۹۴۳) بازیکن فوتبال اهل آرژانتین بود.
از باشگاه‌هایی که در آن بازی کرده‌است می‌توان به باشگاه فوتبال راسینگ، باشگاه ورزشی سن لورنسو آلماگرو، و باشگاه ورزشی فرو کاریل اوئسته اشاره کرد.